# Odontites hispidulus
Odontites hispidulus ist eine halbparasitäre Pflanzenart aus der Gattung der Zahntroste (Odontites). Sie kommt endemisch im Libanon vor.

## Beschreibung
Odontites hispidulus ist eine 15 bis 45 (selten bis 70) cm hohe, stark verzweigte, einjährige, krautige Pflanze. Der Stängel ist an der Basis bis zu 6 mm stark und verholzt im unteren Teil. Er ist mit 0,1 bis 0,8 (selten bis 1) mm langen Trichomen besetzt. Der vegetative Spross besteht aus 15 bis 22 Knoten, wovon von den oberen acht bis 18 Knoten Seitentriebe ausgehen. Diese werden bis zu 25 cm lang und stehen in einem Winkel von 40 bis 70° schräg bis sparrig ab.
Die linealisch bis lanzettlich geformten Laubblätter werden schon frühzeitig von der Pflanze abgeworfen. Sie haben eine Länge von 10 bis 25 mm und eine Breite von 1,8 bis 3,2 mm. Der Rand ist mit weit entfernt stehenden Zähnen besetzt.
Zwischen vegetativen Spross und den Blütenständen wird eine Hemmzone aus ein bis vier (selten bis zehn) Knoten gebildet. Die Blütenstände sind lockere Trauben aus 15 bis 30 Blüten. Zur Blütezeit haben sie eine Länge von 2 bis 3 cm, zur Fruchtreife haben sie sich auf eine Länge von bis zu 4,5 cm vergrößert. An den Blüten stehen laubblattartige, schuppige Tragblätter mit lanzettlicher bis eiförmig-lanzettlicher Gestalt, die oftmals mit ein bis vier Zähnen besetzt oder aber ganzrandig sind. Sie sind dicht langborstig behaart; die Trichome haben eine Länge von 0,3 bis 0,8 mm. Die unteren Tragblätter haben eine Länge von 4 bis 6,5 mm und eine Breite von 1,9 bis 2,3 mm.
Die Blüten haben eine Länge von 5 bis 8 mm. Der Kelch hat zu Beginn der Blütezeit eine Länge von 2,5 bis 3,5 mm. An der Frucht verlängert er sich nur leicht und wird bis maximal 4 mm lang. Die Kelchblätter stehen auf etwa 2/3 frei voneinander und sind dicht langborstig mit bis zu 0,7 mm langen Trichomen besetzt, zwischen denen 0,08 mm Stieldrüsen stehen. Die Kelchzipfel sind brei-dreieckig. Die Krone ist gelb gefärbt. Die Kronröhre hat eine Länge von 3,1 bis 3,7 mm und hat damit in etwa die Hälfte der Länge der gesamten Krone. Der Helm ist 3,4 bis 4 mm groß. Das obere Staubblattpaar hat eine Länge von 3 bis 3,7 mm, das untere Paar ist 3,6 bis 4,2 mm lang. Das Konnektiv der Staubbeutel ist mit nur 0,2 mm langen Keulenhärchen besetzt. Die Pollenkörner haben eine Größe von etwa 17,3 × 21 µm.
Die Früchte sind Kapselfrüchte, die eine Länge von 4 bis 5 (selten bis 6) mm erreichen.

## Systematik und Botanische Geschichte
Innerhalb der Gattung der Zahntroste wird die Art in die Artengruppe um den Gelben Zahntrost (Odontites luteus) eingeordnet. Die Art wurde 1879 zunächst von Pierre Edmond Boissier als Varietät Odontites luteus var. hispidulus beschrieben, wurde jedoch 1996 von Markus Bolliger in seiner Monographie zur Gattung Odontites als eigenständige Art anerkannt.

## Vorkommen
Die Art ist ein Endemit des Libanon und wächst an felsigen Abhängen in Höhenlagen zwischen 1000 und 1600 m, eventuell ist sie auch bis in 2000 m Höhe zu finden.